# 蔡元美
蔡元美（1430年—？），字子仁，福建興化府莆田縣人，民籍。明朝政治人物。進士出身。

## 生平
福建鄉試第二十一名。成化五年（1469年）乙丑科會試第一百八十二名，殿試登進士第三甲第九十名。

## 家族
曾祖蔡景德。祖父蔡士弘。父亲蔡則勉。